# Janovskijnuddane
Janovskijnuddane är en kulle i Antarktis. Den ligger i Östantarktis. Norge gör anspråk på området. Toppen på Janovskijnuddane är 2 501 meter över havet.
Terrängen runt Janovskijnuddane är kuperad åt nordväst, men åt sydost är den platt. Trakten är obefolkad. Det finns inga samhällen i närheten. 